# Nel cosmo alla ricerca della vita
Nel cosmo alla ricerca della vita è un libro scritto da Piero Angela, che raccoglie e indaga sui vari pezzi di un puzzle affascinante come quello che comprende l'origine e lo sviluppo dell'universo, la formazione dei pianeti e dei sistemi solari, la nascita della vita e delle creature intelligenti e soprattutto se il modello terrestre sia unico e non riproducibile altrove.
Angela intervista decine di esperti in materia e si sofferma sugli studi portati avanti dalla NASA sulle civiltà extraterrestri. Angela ipotizza, sempre con un'impronta scientifica, viaggi alla velocità della luce, stazioni spaziali e così via.

## Descrizione dei capitoli
Nel primo capitolo Angela descrive l'Universo, la sua possibile nascita ed evoluzione, la teoria del Big Bang, le trasformazioni dell'idrogeno in ossigeno, azoto e così via. Angela definisce l'osservazione del cosmo come una macchina del tempo, dato che siamo in grado di fotografare galassie e vederle come erano milioni di anni fa, anche se non siamo ancora in grado di vedere fisicamente i primi atti dell'universo. Angela si sofferma sulla nascita delle stelle, sia di quelle piccole sia di quelle grandi (supernove), sia delle stelle come il sole cosiddette della seconda generazione. Chiude il capitolo una descrizione della formazione di un pianeta come la terra.
Nel secondo capitolo Angela affronta la delicata questione della nascita di un sistema solare, dall'esplosione di una supernova al collasso della nebulosa dalla quale nacquero nebulose più piccole, embrioni del sistema solare a noi noto. Alla fine il sole si accese e il gas interstellare venne assorbito dai pianeti. La seconda parte del capitolo è dedicata alla evoluzione della terra, dalla formazione della crosta alla caduta dei meteoriti, alla formazione dei bacini d'acqua. L'ultima parte del capitolo è dedicata alle caratteristiche necessarie per rendere un pianeta abitabile.
Il terzo capitolo esplora una tematica affascinante come quella dell'origine della vita, dal brodo primordiale, alle prime reazioni chimiche con la nascita delle prime forme cellulari. Successivamente Angela indaga sulle possibilità di una forma di vita su Marte e si pone il dilemma su quando cominci la vita e su quale sia il punto di separazione tra non vita e vita e soprattutto verifica le tante affinità presenti tra tutti gli esseri viventi.
Il quarto capitolo è imperniato sui batteri e principalmente sulla formazione della membrana che ha consentito di porre una delimitazione tra dentro e fuori, tra l'interno dell'organismo e l'esterno e sui passi fondamentali che hanno portato alla duplicazione e replicazione del DNA.
Il divulgatore cerca di scoprire quale siano state le prime tracce di vita, dai microfossili risalenti a 3 miliardi e 400 milioni di anni fa in poi e le rivoluzioni, come quella dell'ossigeno, che hanno dovuto affrontare e sopportare le prime forme di vita.
Nel quinto capitolo vengono sviscerate varie tematiche, la cui principale è lo sviluppo dell'intelligenza diversificato a seconda della specie in questione. Tema centrale è lo sviluppo del sistema nervoso, che ha indubbiamente avvantaggiato i suoi possessori per reagire ed adattarsi meglio all'ambiente. Nella parte centrale del capitolo Angela disquisisce con i suoi esperti sulla rivoluzionaria postura eretta dell'uomo che lo svantaggiava dal punto di vista della velocità di corsa, ma che gli offriva la possibilità di usare le mani come uno strumento in più rispetto a prima. A questo punto Angela traccia una breve possibile storia dell'uomo primitivo, con le sue varie fasi di evoluzione e di distinzione rispetti ai primati, come ad esempio il linguaggio elaborato. Angela ed i suoi esperti tracciano anche l'elenco di quelle specie animali candidate a sostituire l'uomo nel caso quest'ultimo si estingua.
Le civiltà extraterrestri sono al centro del sesto capitolo, nel quale Angela ed i suoi esperti ci mostrano una sequenza di studi probabilistici atti ad identificare sistemi solari simile al nostro e che potrebbero avere un pianeta collocato alla giusta distanza dalla stella e con caratteristiche adatte per dar luogo ad una forma di vita batterica, e da questa ultima a forme di vita pluricellulare e poi a seguire a forme intelligenti. Nella parte finale del capitolo Angela si interessa di individuare quante civiltà tecnologiche ci possano essere nella galassia e nell'universo.
Nel settimo capitolo il protagonista è il segnale proveniente dallo spazio da ricercare, analizzare e catalogare come prodotto di una civiltà. I tipi di segnali, affermano gli esperti di Angela sono due, quelli simili ai radiofari preparati per essere captati da altri e quelli definiti involontari che potrebbero raggiungere la terra sempreché abbiano la potenza necessaria.
Il problema nasce, come afferma Angela dalla difficoltà ad interpretare correttamente un eventuale messaggio. Ecco perché alcune missioni spaziali, come il Programma Voyager hanno previsto il caricamento di 117 fotografie della terra che descrivono tutti gli aspetti peculiari del pianeta e della vita, oltre ad un giradischi per ascoltare l'arte prodotta dalla nostra civiltà.
Nella parte centrale del capitolo, Angela affronta l'eventuale shock e crisi religiosa che la scoperta di una fonte di vita extraterrestre potrebbe comportare, mentre la parte finale è dedicata alle possibili strategie di ascolto, quali puntare fissamente una o un gruppo di stelle oppure spaziare il più possibile alla ricerca di segnali.
I viaggi cosmologici, con le loro inevitabili migliorie tecnologiche e le loro alte spese sono gli argomenti dibattuti nell'ottavo capitolo. Gli studiosi pensano a nuove forme di propulsione che possano garantire velocità vicine a quella della luce e a tecniche per ibernare i corpi degli astronauti, ma allo stato attuale queste proposte appaiono più che altro fantascientifiche. Successivamente Angela introduce il tema delle stazioni spaziali e dell'adattamento psicologico e fisiologico e delle motivazioni che potrebbero incentivare le ricerche in questo settore. 
Gli UFO, con i loro innumerevoli avvistamenti, ma anche con gli errori di percezione e di valutazione sono l'argomento principe del nono capitolo. Angela narra le storie di presunti rapimenti e la difficoltà a reperire elementi scientifici a sostegno dell'esistenza degli oggetti volanti alieni e spiega le conclusioni alle quali è giunta l'aviazione statunitense dopo 22 anni di indagini, sfociate nel rapporto del progetto Blue Book.
Il decimo capitolo è pervaso da una serie di domande epocali, riguardanti la fine della terra, la durata della specie umana, la fine del Sole, la morte dell'Universo con le varie ipotesi formulate dagli esperti.

## Edizioni
- Piero Angela, Nel cosmo alla ricerca della vita, i Garzanti, Garzanti, 1980,  pp. 289, cap. 10.